# Forum sur la gouvernance de l'internet
Pour les articles homonymes, voir FGI et IGF.

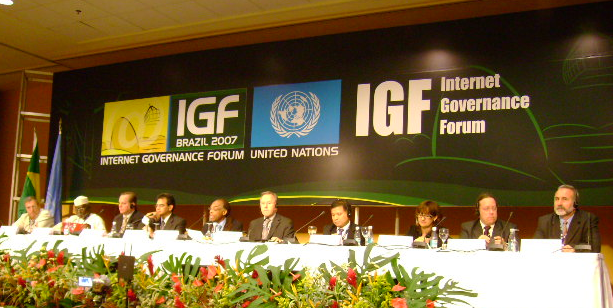
Forum sur la gouvernance de l'internet 2007 au Brésil

Le Forum sur la gouvernance de l'Internet (en anglais, Internet Governance Forum ou IGF) a été créé selon les directives établies par l'Agenda de Tunis. Il est convenu que ce nouveau forum aura pour but d'engager les multiples parties prenantes dans un dialogue sur la gouvernance de l'internet. 
Le premier Forum sur la gouvernance de l'Internet a pris place à Athènes du 30 octobre au 2 novembre 2006. Ce forum a été convoqué à la suite de la demande des participants du second Sommet mondial sur la société de l'information de Tunis en 2005.
La direction et le financement de l'organisation sont sous la tutelle des Nations unies, mais elle n'est pas destinée à avoir de fonction de contrôle ni ne remplacerait les mécanismes, institutions ou organisations déjà existants, faisant ainsi du forum un mécanisme neutre.

## Mandat général (résumé)
1. La politique publique globale au niveau local et intergouvernemental en relation avec la gouvernance de l'internet et la neutralité des réseaux.
2. L'utilisation des compétences des parties universitaires, scientifiques et techniques.
3. La réduction de la fracture numérique et l'élargissement des possibilités d'accès à l'Internet dans les pays en développement.
4. L'utilisation des principes du SMSI.
5. La publication de ses travaux.

## Mandats complets
- traiter les questions de politique publique relatives aux principaux éléments de la gouvernance de l'Internet afin de contribuer à la viabilité, à la robustesse, à la sécurité, à la stabilité et au développement de l'Internet;
- de faciliter le dialogue entre les organes s'occupant de différentes politiques publiques internationales multisectorielles concernant l'Internet et de débattre de questions qui ne relèvent pas de la compétence d'un organe déjà existant;
- de maintenir la liaison avec les organisations intergouvernementales et d'autres institutions appropriées sur les questions relevant de leur mandat;
- de faciliter l'échange d'informations et de bonnes pratiques et, à cet égard, d'utiliser pleinement les compétences des communautés universitaires,scientifiques et techniques;
- de conseiller toutes les parties prenantes en vue de proposer les moyens qui permettront que l'Internet soit disponible et financièrement abordable plus rapidement dans le monde en développement;
- de renforcer et d'accroître l 'engagement des parties prenantes, en particulier celui des pays en développement, dans les mécanismes de gouvernance de l'Internet existants et/ou futurs;
- de recenser les nouvelles questions et de les porter à l'attention des organes compétents et du public en général et, s'il y a lieu, de faire des recommandations;
- de contribuer au renforcement des capacités en matière de gouvernance de l'Internet dans les pays en développement, en s'appuyant pleinement sur les sources de savoir et de compétences locales;
- de promouvoir la prise en compte des principes du SMSI dans les mécanismes de gouvernance de l'Internet et de l'évaluer régulièrement;
- de traiter notamment les questions relatives aux ressources fondamentales de l'Internet;
- d'aider à trouver les solutions aux problèmes découlant de l'utilisation et de la mauvaise utilisation de l'Internet, qui préoccupent particulièrement l'usager ordinaire;
- de publier ses travaux.

## Éditions
1. 2006 : Athènes,  Grèce
2. 2007 : Rio de Janeiro,  Brésil
3. 2008 : Hyderabad,  Inde
4. 2009 : Charm el-Cheikh,  Égypte
5. 2010 : Vilnius,  Lituanie
6. 2011 : Nairobi,  Kenya
7. 2012 : Bakou,  Azerbaïdjan
8. 2013 : Bali,  Indonésie
9. 2014 : Istanbul,  Turquie
10. 2015 : João Pessoa,  Brésil
11. 2016 : Jalisco,  Mexique
12. 2017 : Genève,  Suisse
13. 2018 : Paris,  France[2]
14. 2019 : Berlin,  Allemagne
15. 2020 : Virtuel, Organisation des Nations unies
16. 2021 : Katowice,  Pologne